# ラムネ色 青春
「ラムネ色 青春」（ラムネいろ せいしゅん）は、765PRO ALLSTARSの楽曲。BNGIが作詞、田中秀和が作曲を手掛けた。765PRO ALLSTARSの6枚目のシングルとして2014年6月18日に日本コロムビアから発売された。

## 概要
本曲は、劇場版『THE IDOLM@STER MOVIE 輝きの向こう側へ!』の挿入歌として起用されている。
カップリング曲である「待ち受けプリンス（M@STER VERSION）」は、リズムアクションゲーム『THE IDOLM@STER SHINY TV』用に作成された曲のフルバージョン。
初回限定盤には、劇場用及びこのパッケージ用として5.1chでミックスされた「ラムネ色 青春」他、全4曲収録したBlu-ray Disc Audioが付属される。
このCDが初収録の曲は太字で表記する。

## 収録曲

### CD
1. ラムネ色 青春
歌：765PRO ALLSTARS[メンバー 1]
作詞：BNGI（モモキエイジ）、作曲・編曲：田中秀和（MONACA）
2. 待ち受けプリンス（M@STER VERSION）
歌：高槻やよい（仁後真耶子）、菊地真（平田宏美）、水瀬伊織（釘宮理恵）
作詞・作曲・編曲：BNSI（佐藤貴文）
3. ボーナスドラマ～合宿編～
4. ラムネ色 青春（オリジナルカラオケ）
5. 待ち受けプリンス（M@STER VERSION）（オリジナルカラオケ）

### Blu-ray Disc Audio
初回限定版特典。
1. ラムネ色 青春
歌：765PRO ALLSTARS[メンバー 1]
作詞：BNGI（モモキエイジ）、作曲・編曲：田中秀和（MONACA）
2. 待ち受けプリンス (M@STER VERSION)
歌：高槻やよい（仁後真耶子）、菊地真（平田宏美）、水瀬伊織（釘宮理恵）
作詞・作曲・編曲：BNSI（佐藤貴文）
3. READY!!（M@STER VERSION）
歌：765PRO ALLSTARS[メンバー 1]
作詞：yura、作曲・編曲：神前暁
4. 自分REST@RT（M@STER VERSION）
歌：天海春香（中村繪里子）、星井美希（長谷川明子）、如月千早（今井麻美）、高槻やよい（仁後真耶子）、萩原雪歩（浅倉杏美）、菊地真（平田宏美）、双海真美（下田麻美）、四条貴音（原由実）、我那覇響（沼倉愛美）
作詞：佐々木宏人、作曲・編曲：田中秀和

### ユニットメンバー
1. 1 2 3 4 5  天海春香（中村繪里子）、星井美希（長谷川明子）、如月千早（今井麻美）、高槻やよい（仁後真耶子）、萩原雪歩（浅倉杏美）、菊地真（平田宏美）、双海亜美 / 真美（下田麻美）、水瀬伊織（釘宮理恵）、三浦あずさ（たかはし智秋）、四条貴音（原由実）、我那覇響（沼倉愛美）、秋月律子（若林直美）